# Бярни Херьоулфсон
Бярни Херьоулфсон (на исландски: Bjarni Herjólfsson) е исландски пътешественик-изследовател и първият известен европеец, който вижда бреговете на Северна Америка през 986 г.

## Биография
Родната страна на Бярни е Норвегия, но той посещава баща си в Исландия всяко лято.
Счита се, че Бярни е първият европеец, който установява съществуването на Северна Америка. Сага за гренландците (Grœnlendinga saga) разказва, че той плава към Исландия, за да посети родителите си както обикновено, но точно в това лято на 985 или 986 г. родителите му решават да се отправят към Гренландия. Но тъй като Бярни няма нито карта нито компас, а морска буря отнася кораба му на юг, той се отклонява от курса си. Обръща на север и минаава покрай суша, която не отговаря на описанието на Гренландия затова продължява на изток и скоро достига югозападния бряг на Гренландия.
Той разказа, че е забелязва на запад ниски възвишения, покрити с гори. Земята изглежда гостоприемна, но тъй като е нетърпелив да се види с родителите си, той не слиза на брега да изследва новите земи. Съобщава за своите открития и в Гренландия, и в Норвегия, но по това време никой не проявява интерес.
Десет години по-късно Лейф Ериксон (Leifr Eiríksson) приема думите на Бярни по-сериозно. Купува кораба, който Бярни използва за пътешествието си, наема екипаж от 35 души и се запътва да открие тези земи.